# Vseruski matematični portal
Vseruski matematični portal (rusko Общероссийский математический портал, bolj znan kot Math-Net.Ru) je spletni portal, ki ponuja obsežen dostop do vseh vidikov ruske matematike, vključno z znanstvenimi revijami, organizacijami, konferencami, znanstvenimi članki, videoposnetki, knjižnicami, programsko opremo in osebnostmi. Dostop do informacij, zbranih na portalu, je na splošno brezplačen, razen do datotek s celotnimi besedili člankov. Dostop do teh datotek je odločen za vsako izdajo posebej. Celotne elektronske različice člankov so običajno na voljo tri leta po objavi. Portal ima rusko in angleško različico.

## Razdelki
Portal vsebuje razdelke: revije, osebnosti, organizacije, seminarji, videoteke, konference.
Razdelek »Revije« je ključna komponenta portala. Združuje preko 100 revij s področja matematike, računalništva, fizike in kemije. Revije na portalu imajo faktor vpliva Math-Net.Ru.
V razdelku Uporabne povezave (Полезные ссылки) so internetni naslovi ruskih in tujih založnikov matematične literature in periodičnih publikacij, povezave do podatkovnih zbirk povzetkov, naslovi ruskih in tujih matematičnih društev. Razdelek Programska oprema (Программное обеспечение) ponuja informacije o priljubljenih matematičnih paketih, ki implementirajo različne dele računalniške algebre, kot tudi podporo za pripravo matematične literature za objavo.
Od leta 2016 portal vsebuje povezave do 108 periodičnih publikacij, 5106 organizacij, več kot 160.000 matematičnih in znanstvenih člankov ter več kot 86.000 osebnosti. Standardno privzeto upodablja matematično besedilo na zaslonu s knjižnico MathJax.

## Zgodovina
Portal je bil ustvarjen 1. januarja 2006, razvil pa ga je Matematični inštitut Steklova Ruske akademije znanosti (MIAN). Predhodnik portala je bila podatkovna zbirka Imenika ruskih matematikov (Директория российских математиков), ki so jo ustvarili v poznih 1980-ih na zahtevo Ameriškega matematičnega društva za vključitev v svetovni imenik matematikov (World Directory of Mathematicians). To zbirko so vključili v portal kot njegov sestavni del.
Za ustvarjanje in razvoj portala skrbi Sektor za računalniška omrežja in informacijske tehnologije MIAN, ustanovljen leta 2003, od leta 2011 pa Oddelek za računalniška omrežja in informacijske tehnologije MIAN.